# Караглух
Караглух (арм. Քարագլուխ — в переводе с армянского «на камне, на скале») — село, расположенное в Вайоцдзорской области Республики Армения. Находится в 22 км от города Ехегнадзор.
Основали село переселенцы из Персии, главным образом из исторических областей Хой и Салмаст в 1828 году (после подписания Туркманчайского договора). Иван Шопен отмечал, что согласно сведениям из "Камерального описания", составленного в 1829-1831 годах, в селе Калакюли Даралагезского магала Нахичеванской провинции проживал 121 человек, все из которых - армяне, переселившиеся из Персии после заключения Туркманчайского договора (1828) сторонами Русско-персидской войны (1826—1828).
Село Караглух находится в ущелье, окружённое горным массивом. На территории села найдены хачкары (каменные кресты), датированные XV веком. На сегодняшний день обнаружено более 500 хачкаров.

## Население
| Год  | Численность | Численность |
| ---- | ----------- | ----------- |
| 1831 | 121         | [ 5 ]       |
| 1897 | 789         | [ 5 ]       |
| 1926 | 930         | [ 5 ]       |
| 1939 | 1286        | [ 5 ]       |
| 1959 | 807         | [ 5 ]       |
| 1970 | 888         | [ 5 ]       |
| 1979 | 729         | [ 5 ]       |
| 1989 | 796         | [ 5 ]       |
| 2001 | 831         | [ 5 ]       |
| 2011 | 743         | [ 6 ]       |

На территории села Караглух действует часовня Тух Манук, расположенная на вершине горного массива, а также церковь «Жамтун» посередине самого села. В 2019 году церковь была реконструирована российскими предпринимателями армянского происхождения, братьями Хачатрянoм Артаком Давидовичем, Хачатряном Араиком Давидовичем и Хачатряном Ваиком Давидовичем.
В 2019 усилиями диаспоры были установлены и открыты 3 высоких светящихся железных креста, которые по задумке авторов окружали деревню со всех сторон. Также были восстановлены дороги, установлены мусорные баки, проведено освещение, а также ведутся дополнительные инженерные работы.
Местное население в основном занимается сельским хозяйством, виноделием, скотоводством, пчеловодством и другими отраслями.
В годы Первой и Второй мировых войн, а также в годы Нагорно-Карабахского конфликта сотни добровольцев из села Караглух принимали участие в боевых операциях. Многие, к сожалению, так и не вернулись, отдав жизнь за свободу и независимость страны.
В соответствии с переписью населения в 2018 году число жителей составило 831 человек.
На территории села действует общеобразовательная школа, отделение связи, дом культуры, детский сад, бывший текстильный завод.
Ежегодно село Караглух посещают тысячи туристов и паломников, желающих попасть в церковь Тух Манук.